# Дача Шпиндлера
Дача Шпиндлера — особняк постройки начала XX века в стиле модерн в Симеизе (современный адрес ул. Героя Советского Союза Н. Т. Васильченко, 8).

## Дача Шпиндлера
В 1912 году врач детского санатория «Малая Алупка», коллежский асессор Александр Маркович (Меерович) Шпиндлер (1869—?) приобрёл у владельца Нового Симеиза И. С. Мальцова участок № 97 на самой окраине западной части Нового Симеиза площадью 375 квадратных саженей (примерно 17 соток).
97-й участок, вместе с № 96-м (дачей Белокопытова), были самыми верхними в западной части Нового Симеиза: выше начинался поросший редколесьем склон горы Кошка и проходила дорога, ведущая на Старое Севастопольское шоссе. Автор проекта и строитель пока не установлен, сооружение дачи началось в 1912 году и закончилось в 1914 году. Александр Маркович комнаты внаём не сдавал, но у него часто подолгу гостили друзья

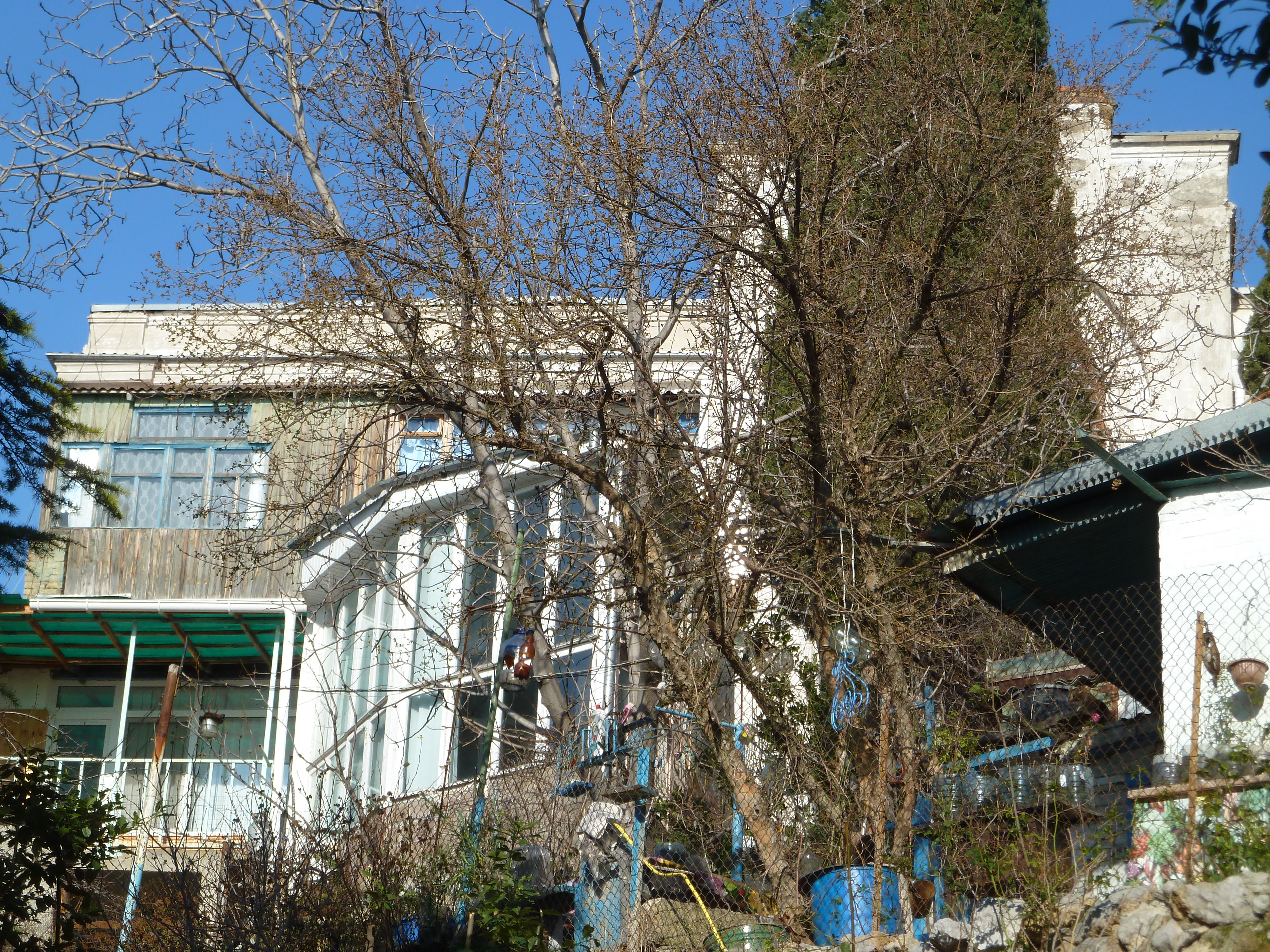
Современный вид с перестройками.

## После революции
16 декабря 1920 года приказом председателя Революционного комитета Крыма были изъяты «из частного владения как разных ведомств, так и частных лиц все имения Южного берега Крыма в районе от Судака до Севастополя включительно» и передавались в ведение специально созданного Управления Южсовхоза. Дачу Шпиндлера национализировали и устроили в ней коммунальные квартиры. В первые годы Советской власти Александр Маркович Шпиндлер, как врач, возглавлял курортное управление и работал врачом Туберкулёзного института в Новом Симеизе (1925), его дальнейшая судьба неизвестна.
На сегодняшний день бывшая дача представляет собой жилой дом на несколько хозяев. Решением Ялтинского городского исполнительного комитета № 64 от 24 января 1992 года «Дача А. М. Шпиндлера (Вилла „Вера“), начало XX века» была включена в список выявленных объектов культурного наследия. На основании акта государственной историко-культурной экспертизы, постановлением Совмина Республики Крым № 128 от 11 марта 2021 года объект был исключён из перечня памятников.